# 稲荷神社 (三郷市谷中)
稲荷神社（いなりじんじゃ）は、埼玉県三郷市の神社。

## 歴史
1590年（天正18年）に創建された。この年、下総国葛飾郡大谷口村（現・千葉県松戸市大谷口 ）の小金城が落城、馬奉行だった石井惣右衛門政同は当地に土着、谷中村を開村し名主になった。名主だった宗家は既に絶家になったが、氏子には石井姓の者がいる。近くの草庵寺が別当寺であった。
1872年（明治5年）、近代社格制度に基づく「村社」に列せられた。1875年（明治8年）に草庵寺の境内にあった「天神社」を合祀した。1910年（明治43年）の神社合祀により、「石祠日枝神社」が合祀された。

## 交通アクセス
- 三郷中央駅より徒歩12分。